# Euteris
Els euteris (Eutheria, ‘bèsties autèntiques’) són una infraclasse de mamífers formada pels placentaris (Placentalia) i tots aquells mamífers extints que són més propers als placentaris que a qualsevol altre grup.
Es caracteritzen pel fet que són vivípars placentaris, és a dir, l'embrió es desenvolupa a l'úter matern i es relaciona amb la mare per mitjà de la placenta, tot i que es té dubtes que fos del tot així en Eomaia scansoria. Comprenen la major part dels mamífers vivents.
Hi ha una tendència evolutiva cap a un menor nombre de dents (en la qual les incisives posteriors desapareixen abans que les anteriors, les premolars anteriors abans que les posteriors i les molars posteriors abans que les anteriors) que troba la seva màxima expressió en animals com els formiguers gegants i els pangolins, que no en presenten cap. Les úniques excepcions a aquesta tendència són l'otoció, que té fins a 50 peces, l'armadillo gegant, que en pot arribar a presentar 100, i la majoria dels odontocets, que en tenen fins a 260 i són dels pocs mamífers essencialment homodonts.

## Història evolutiva
| | Milions d'anys enrere — = Placentaris — = Altres euteris Origen dels euteris = Fòssils asiàtics = Fòssils nord-americans = Període en què les classes de placentaris divergiren, d'acord amb les estimacions de filogènia molecular Murtoilestes Prokennalestes Eomaia Montanalestes Ukhaatherium Asioryctes Kennalestes Zalambdalestes Daulestes Aspanestes Eoungulatum Protungulatum Gypsonictops Cimolestes Registre fòssil dels euteris del Cretaci |
| - Cynodontia † - Tritylodontidae - Mammaliaformes - Hadrocodium † - Mammalia - Australosphenida - Monotremata - Theria - Metatheria - Marsupialia - Eutheria - Placentalia Línia simplificada de l'evolució dels euteris des dels teràpsids cinodonts † = extint | |